# 克里斯托夫·比勒尔
克里斯托夫·比勒尔（德語：Christoph Bieler，1977年10月28日—），奥地利男子北欧两项运动员。他曾代表奥地利参加1998年、2002年、2006年、2010年和2014年冬季奥林匹克运动会北欧两项比赛，获得一枚金牌和二枚铜牌。